# Sciaphylax
Sciaphylax es un género de aves paseriformes perteneciente a la familia Thamnophilidae que agrupa a dos especies nativas de América del Sur, donde se distribuyen en la región amazónica, desde el sureste de Colombia hasta el sureste de Perú, centro y oeste de Brasil y norte de Bolivia. Estas especies anteriormente formaban parte del amplio género Myrmeciza, de donde fueron separadas recientemente, en 2013. A sus miembros se les conoce por el nombre popular de hormigueros.

## Características
Las aves de este género son hormigueros bastante pequeños, midiendo alrededor de 12 cm de longitud. Los machos tienen la cabeza y pescuezo gris obscuro y son castaños por arriba con las plumas cobertoras de las alas negruzcas con bordes castaños y anchas puntas blancas, la garganta y pecho son negros con gris y pardo en los lados y flancos, en el medio vientre son blancos, la cola es de color rufo castaño muy exclusivo entre especies semejantes; las hembras son semejantes por arriba pero más pálidas y la garganta y pecho son de color pardo amarillo rojizo.
Habitan en el denso sotobosque de bosques húmedos de terra firme. Forrajean en el suelo y en los substratos bajos a menos de 1 m del suelo, revolviendo pilas de hojas muertas. Mueven la cola de lado a lado y agitan las alas. Raramente se juntan a bandadas mixtas de alimentación y suelen seguir regueros de hormigas guerreras.

## Lista de especies
Según las clasificaciones Clements Checklist v.2017 y del Congreso Ornitológico Internacional (IOC 2018, versión 8.1), este género agrupa a las siguientes especies, con el respectivo nombre popular de acuerdo con la Sociedad Española de Ornitología (SEO):
| Imagen | Nombre científico      | Autor                | Nombre común                   | EC (*) |
| ------ | ---------------------- | -------------------- | ------------------------------ | ------ |
|        | Sciaphylax hemimelaena | (P.L. Sclater, 1857) | hormiguero colicastaño sureño  | LC     |
|        | Sciaphylax castanea    | (J.T. Zimmer, 1932)  | hormiguero colicastaño norteño | LC     |

(*) Estado de conservación

## Distribución geográfica
La especie hemimelaena se distribuye en el este de Perú al sur del río Marañon, hasta el norte de Bolivia y en el centro y oeste de la Amazonia brasileña al sur del río Amazonas; castanea se distribuye desde el extremo sur de Colombia, este de Ecuador, hasta el norte de Perú.

## Taxonomía
La entonces subespecie Myrmeciza hemimelaena castanea fue elevada al rango de especie con base en los estudios de vocalización y morfológicos de Isler et al. 2002, que constataron que en realidad se trataban de dos especies crípticas que coexistían en algunas regiones. La elevación a especie fue aprobada en la Propuesta N° 16 al Comité de Clasificación de Sudamérica (SACC).

### Estudio del géneroMyrmecizay sus consecuencias
La historia del género Myrmeciza se caracteriza por décadas de controversias e incertezas. Autores más recientes expresaron dudas consistentes en relación con la monofilia del grupo, pero no había ninguna revisión disponible que realmente probase la monofilia del grupo.
El estudio de Isler et al. 2013 presentó resultados de filogenia molecular de un denso conjunto de taxones de la familia Thamnophilidae (218 de 224 especies). Estos datos suministraron un fuerte soporte a la tesis de que Myrmeciza no era monofilético y que sus miembros están distribuidos en tres de las cinco tribus de la subfamilia Thamnophilinae propuestas por Moyle et al. 2009. También se compararon las características morfológicas, comportamentales y ecológicas de las especies de Myrmeciza con sus parientes próximos dentro de cada tribu, con el objetivo de determinar los límites genéricos.
Como resultado de estos análisis, los autores propusieron que las especies entonces situadas en Myrmeciza fueran reasignadas al propio género y a otros once, cinco de los cuales fueron resucitados: Akletos, Myrmelastes, Myrmoderus, Myrmophylax y Sipia, y seis de los cuales fueron descritos por primera vez: Ammonastes, Ampelornis, Aprositornis, Hafferia, Poliocrania, y Sciaphylax.
Específicamente en relación con las entonces Myrmeciza hemimelaena y M. castanea, Isler et al. 2013 demostraron la afinidad entre ellas y que formaban parte de un clado con las especies actualmente incluidas en el género Cercomacroides, dentro de una tribu Pithyni. Para resolver esta cuestión taxonómica, propusieron agrupar las dos especies listadas más arriba en un nuevo género. Como no había ningún nombre anterior disponible propusieron el nombre Sciaphylax. En la Propuesta N° 628 al (SACC), se aprobó este cambio, junto a todos los otros envolviendo el género Myrmeciza.

### Descripción original
El género Sciaphylax fue descrito originalmente por los ornitólogos Morton L. Isler, Gustavo A. Bravo y Robb T. Brumfield en 2013, la especie tipo definida fue Myrmeciza hemimelaena.

### Etimología
El nombre genérico femenino «Sciaphylax» se compone de las palabras griegas skia: sombra y phylax: guardián, significando «guardián de las sombras», reflejando el hábitat preferencial y el comportamiento de cantante conspícuo.